# Còmic de ciència-ficció
El còmic de ciència-ficció constitueix un dels gèneres més importants en els quals pot dividir-se la producció de còmic. Segons Ricardo Aguilera i Lorenzo Díaz, aquestes 
| « | van popularitzar el gènere i van fixar la seva imatge a la retina de milions de lectors. Abans que qualsevol altre mitjà van oferir les escenes més encertades de la navegació interestel·lar, dels allunatge s, de les bombes atòmiques o de les societats híper industrialitzades. | » |

## Característiques

### Temàtiques
- El món representat difereix de l'actual o de l'històric. Aquesta diferència pot ser tecnològica, física, històrica, sociològica, filosòfica, metafísica, però generalment no és màgica, la qual cosa seria propi de la còmic fantàstic.
- L'exploració de les conseqüències de tals diferències és el propòsit tradicional de la ciència-ficció, la qual cosa es pot utilitzar per a l'entreteniment, contemporanis, o explorar qüestions filosòfiques com la definició d'ésser humà. A Jean Giraud, per exemple, la qual cosa li interessa és la possibilitat que brinda al "creador d'inventar universos en una llibertat simbòlica, plàstica, rebutjant tot el que sembla mentalment evident".[2]

### Formals
- Es representen amb "riquesa imaginativa" naus espacials futuristes, robots i altres tecnologies, així com alienígenes, planetes extraterrestres i viatges en el temps, de tal forma que es produeix un xoc entre imatges estranyes i familiars.[3] Per exemple, la teòrica Francesca Lladó, en analitzar el boom del còmic adult a Espanya, destaca les "diverses formes adquirides per les naus", de les quals afirma que "tot el que perden en versemblança ho guanyen en imaginació doncs, a vegades, arriben a substituir l'espai arquitectònic adquirint la seva pròpia funcionalitat".[4]
- Quant a la seva extensió, Philippe Druillet, afirma que ciència-ficció necessita històries llargues perquè precisa temps i espai per desenvolupar els universos i les intrigues".[5]

## Història

### Precursors

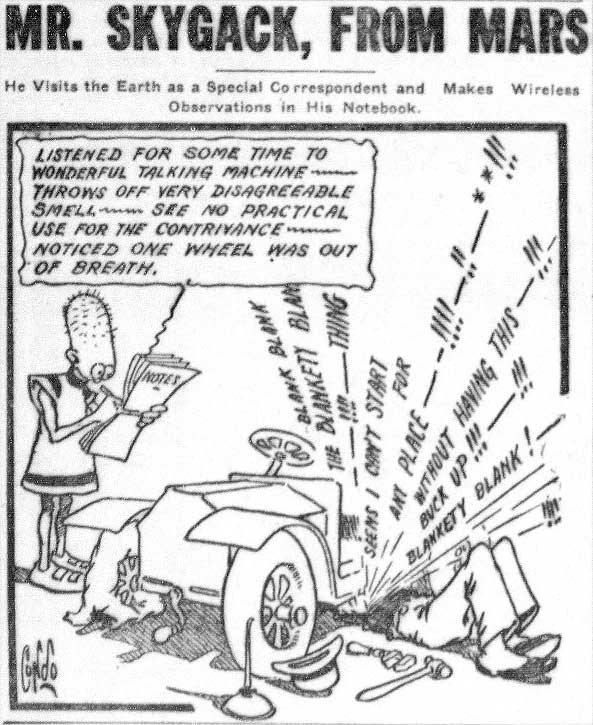
Mr. Skygack, from Mars, 1907

Els primers exemples de còmics de temàtica de ciència-ficció apareixen a principis del segle XX als periòdics dels Estats Units d'Amèrica. Es tracta les vinyetes gràfiques Marsoozalums (1901) i Mr. Skygack, from Mars (1907) de l'humorista gràfic A.D. Condo, publicat a Chicago Day Book, un periòdic gratuït distribuït als treballadors a Chicago fins al 1917.

### Orígens (1929-1944)

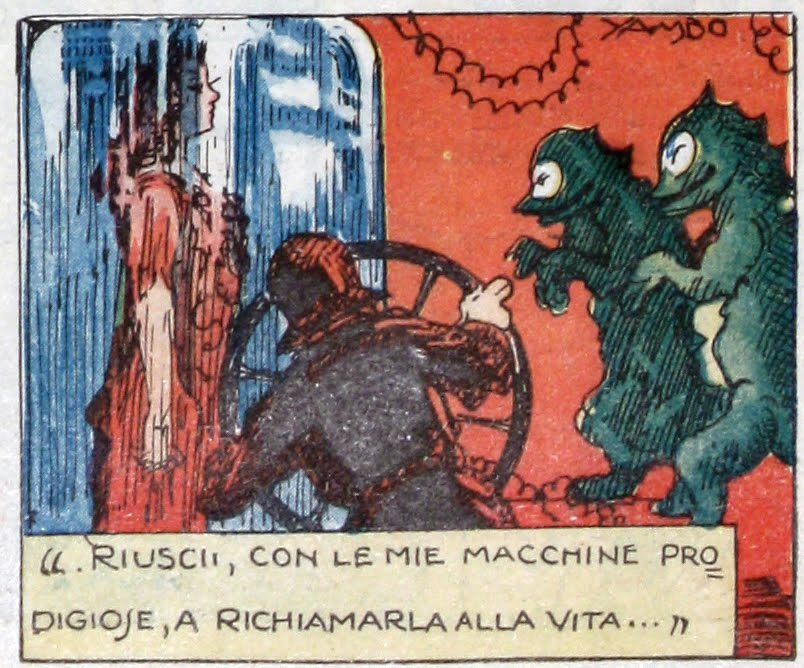
Una vinyeta de Gli uomini verdi de 1935, una de les primeres històries de ciència-ficció de còmic italià.

Després de la Gran Depressió de 1929, triomfen les tires d'acció, com les de ciència-ficció, el primer exemple de la qual seria Buck Rogers (1929) de Dick Calkins, l'èxit de la qual propiciaria la creació de Brick Bradford (1933) de William Ritt/Clarence Gray, Flaix Gordon (1934) d'Alex Raymond, Dash Dixon (1935-1939) d'H.T. Elmo/Larry Antoinette i Don Dixon and the Hidden Empire (1935-1941) de Carl Pfeufer/Bob Moore. Serien les aventures de l'atleta de Yale les que marcarien el gènere en els pròxims anys.
La primera història francesa a presentar el tema de la ciència-ficció és Zig et Puce au XXIème Siècle em 1935. Dirigit a un públic d'adolescents. La primera per als adults és Futuropolis el 1937-1938, i al seu entorn Electropolis el 1940.
En el context italià - Flash Gordon, on des de 1934 va tenir un gran èxit - la primera sèrie de còmics de ciència-ficció és la de 1936, Saturn contro la Terra, en una història de Cessés Zavattini, textos de Federico Pedrocchi i dibuixos de Giovanni Scolari, publicades originalment en els tres petits porcs i després en diversos altres periòdics Mondadori fins a 1946; encara que de curta durada (7 episodis) és el primer a ser exportat als Estats Units (el 1940, a la revista Future Comics). Ja el 1935, sortint, del periòdic Topolino, les primeres incursions al món del còmic d'històries de ciència-ficció amb SK1 Guido Moroni Celsi, en molts aspectes sembla'n a FlashGordon, i Gli uomini verdi de Iambe, basada en la seva novel·la Atlantide de 1901, que va afectar la major part de la influència de Vint mil llegües de viatge submarí de Verne.
Poc després, sorgeix el subgènere dels superherois, que adquireix entitat per si mateix, convertint-se en la sustentació de la indústria nord-americana. El comic-book de ciència-ficció més tòpic, també va tenir un breu auge des de l'aparició de títols com Planet Comic (1940) amb les seves històries de l'espai, però sempre va ser marginal enfront del colós súper heroic.
Al diari britànic Daily Mirror va començar a serialitzar-se el 1943 la molt longeva Garth.

### L'autèntica ciència-ficció (1945-1961)
A Bèlgica, les historietes de "Les pionniers de l'Esperance" (1945) de Roger Lecureux/Raymond Poïvet i Blake i Mortimer, creades per Edgar P. Jacobs per a la revista Tintín en 1946 estaven un pas per davant. El mateix succeeix amb els comic-books Weird Science ("Ciència estranya") i Weird Fantasy ("Fantasia estranya"), llançats per EC Comics en 1950, amb les seves adaptacions de Ray Bradbury i altres autors per part del guionista Al Feldstein i dibuixants com Harvey Kurtzman, Al Williamson o Wally Wood. EC sempre va proclamar que el seu major orgull eren els seus títols de ciència-ficció, i la veritat és que segons el mateix Gaines, aquests títols no donaven molts beneficis, però els mantenia per gust personal. Aquest mateix any, el britànic Frank Hampson crea la sèrie Dan Dare.
A partir de 1951, Dan Barry va ambientar també la sèrie Flash Gordon en un "entorn fortament científic", amb el que va donar lloc a la "autèntica historieta de ciència-ficció", del que també beu Sky Masters (1958) de Jack Kirby.
El 1952, Osamu Tezuka va crear Astroboy. Hergé, per la seva banda, plantejava una creïble exploració espacial a Hem caminat damunt la Lluna (1954).
La tira diària Jeff Hawke, també britànica, de Sydney Jordan, veuria la llum en 1955.
El 1956, la Shōnen Magazine publicarà Tetsujin 28-gō, de Mitsuteru Yokoyama, que posteriorment es consideraria la precursora del subgènere metxa, és a dir, dels robots gegants manipulats des de l'interior per éssers humans.
A Argentina, Héctor Germán Oesterheld escriu obres mestres com El Eternauta (1957) i Sherlock Time (1958). La primera narra una cruenta invasió extraterrestre, traslluint el rerefons polític de l'Argentina d'aquells anys i la lluita de classes (cap dels extraterrestres amb els quals s'enfronta la resistència són malvats, sinó que es tracta d'éssers forçats a complir les ordres d'uns altres).
A l'estat Espanyol, la majoria de les sèries segueixen molt influenciades pel primer Flaix Gordon (Al Dany, Vendaval, Marcos, Huracán, Kit-Boy, Angel Audaç), cal destacar sèries com El mundo futuro (1955) de Boixcar o Hazañas de la juventud audaz (1959) en la qual Matías Alonso adapta la Saga dels Aznar de Pascual Enguídanos. A Xile, es publica Hacia otros mundos.

### La nova onada (1962-1973)
A França, Barbarella (1962) de Jean-Claude Forest es va convertir en la primera heroïna del Còmic eròtic, que va tenir la seva esplendor  als 60 i 70. Molt diferent, malgrat el seu protagonisme femení, són Valerian, agent espai temporal (1967), de Christin/Mezières o Yoko Tsuno (1970), igual que Luc Orient (1967) o Los Náufragos del tiempo (1968). La influència d'aquesta nova onada francesa és visible ja en sèries espanyoles com 5 per Infinito (1967), Supernova (1972) o Fantasia, S. A. (1975).
Mentrestant, el britànic Don Lawrence aconseguia noves cotes d'hiperrealisme amb El Imperio de Trigan (1965-1982). De 1964 és Mytek el Poderoso
Més rupturista és l'efímera Aníbal 5 (1966) d'Alejandro Jodorowsky i Manuel Moro.
En un món postapocalíptic s'ambienten Kamandi (1972) o Andrax (1974).
El subgènere meca va tenir per fi continuïtat amb Mazinger Z (1972) i les seves seqüeles creades per Gō Nagai.

### El boom (1974-1984)
La ciència-ficció ocupa un paper importantíssim a partir d'intervinguts dels anys 70, de tal forma que a la fi dels 80 resultava "difícil trobar algun gran autor actual que no hagi tocat el gènere". Aquest auge va començar en 1974, quan una sèrie d'autors francesos, entre els quals destaca Moebius, van llançar la seva pròpia revista de ciència-ficció, "Métal Hurlant", que es va convertir en un model a seguir, gràcies a sèries com The Long Tomorrow (1975) o El garage hermético (1976). Entre la ingent quantitat d'obres del període publicades en l'Europa continental, cal citar a més El Vagabundo de los Limbos (1975), Hom (1975), Storm (1976), Thorgal (1976), RanXerox (1978), Jeremiah (1979), Los Robinsones de la Tierra (1979), La trilogia de Nikopol (1980) o L'incal (1980).
Al Regne Unit van néixer revistes de ciència-ficció com "2000 AD" (1977) i "Doctor Who Magazine" (1979), amb sèries com Judge Dredd (1977) i Rogue Trooper (1981).
Poc després, el gènere va començar per fi a desenvolupar-se als Estats Units amb les revistes "1984" (1978) i "Epic Illustrated" (1980) i sèries com Rom (1979), Los Micronautas (1979), Metamorphosis Odissey (1980), Ronin (1982), American Flagg! (1983) o Atari Force (1984), després del fracàs comercial de publicacions prèvies com Star-Lord (1974) o Mundos Desconocidos de la Ciiencia Ficción (1975).
La revista "1984" (o "Zona 84") es va publicar simultàniament a Espanya, on el gènere es va conrear també en "Totem" (1977), "Comix internacional" (1980) i "Cimoc" (1981), donant motiu a Historias de taberna galáctica (1979), Zora y los hibernautas (1980), Hombre (1981), El último recreo (1982), Fragmentos de la Enciclopedia Délfica (1983) o El prisionero de las estrellas (1984).Lladó, Francesca en Los Comics de la Transición, Colección Viñetas, de Ediciones Glénat, 2001, p. 62.
Aquest auge també es va reproduir al Japó, on Leiji Matsumoto va crear space-operes com Galaxy Express 999 (1977-1981) i Captain Harlock (1977-1979) i Hayao Miyazaki, Nausicaä del Valle del Viento (1984). Katsuhiro Otomo començava Akira (1982-93), que va ser un gran èxit a tot el món. Altres obres destacades iniciades en 1982 van ser la italiana Martin Mystère (1982) i la nord-americana (però realitzada per britànics) Camelot 3000.

### Últims anys (1985-present)
A Europa, es publiquen La supervivente (1985) de Paul Gillon o S.O.S. Felicidad (1988) de Jean Van Hamme i Griffo. La saga de ciència-ficció més important del còmic europeu del seu temps és, no obstant això, La casta de los metabarones (1992), escrita per Alejandro Jodorowsky i dibuixada amb mestratge per Juan Giménez. Historia de Cyann (1992) de François Bourgeon. Fernando de Felipe.
Gwendolyn 3-19-4
Give Me Liberty (1990) de Frank Miller i Dave Gibbons. Next Men (1992) de John Byrne.
Miguel Ángel Martín s'acosta al cyberpunk en obres com Brian the Brain (1990), Rubber Flesh (1993), Ciberfreak (1996) o Surf on the Third Wave (1998).
Estela (1998) The League of Extraordinary Gentlemen (1999) d'Alan Moore i Kevin O'Neill 
Sky Doll (2000), Y: El último hombre (2002), BLAME! (2003), Los Náufragos de Ythaq (2005)

## Subgèneres
- Meca (robot)
- Space opera
- Superherois